# Bertalan Papp
Bertalan Papp, född 7 september 1913 i Tiszacsege, död 8 augusti 1992 i Budapest, var en ungersk fäktare.
Papp blev olympisk guldmedaljör i sabel vid sommarspelen 1948 i London och vid sommarspelen 1952 i Helsingfors.